# Erateina reducta
Erateina reducta är en fjärilsart som beskrevs av Thierry-mieg 1910. Erateina reducta ingår i släktet Erateina och familjen mätare. Inga underarter finns listade i Catalogue of Life.